# Ahmed Khalil (futbolista nacido en 1991)
Ahmed Khalil (en árabe: أحمد خليل‎; Sharjah, 8 de junio de 1991) es un futbolista emiratí que juega en la demarcación de delantero para el Al Bataeh FC de la Liga Árabe del Golfo.

## Selección nacional
Tras jugar en la selección de fútbol sub-17 de Emiratos Árabes Unidos, la sub-20 y la sub-23, finalmente hizo su debut con la selección absoluta el 10 de enero de 2008 en un encuentro amistoso contra China. Llegó a disputar la Copa Asiática 2011, los Juegos Olímpicos de Londres 2012, la Copa de Naciones del Golfo de 2013, la Copa de Naciones del Golfo de 2014 y la Copa Asiática 2015, entre varios partidos clasificatorios para el mundial de 2010, 2014 y 2018.

## Clubes
| Club                    | País                   | Año         | Partidos | Goles |
| ----------------------- | ---------------------- | ----------- | -------- | ----- |
| Shabab Al-Ahli Dubai FC | Emiratos Árabes Unidos | 2006 - 2017 | 249      | 122   |
| Al-Jazira SC            | Emiratos Árabes Unidos | 2017 - 2018 | 2        | 0     |
| Al-Ain FC               | Emiratos Árabes Unidos | 2018        | 20       | 9     |
| Shabab Al-Ahli Dubai FC | Emiratos Árabes Unidos | 2018 - 2022 | 58       | 26    |
| Al Bataeh Club          | Emiratos Árabes Unidos | 2022 -      | 11       | 2     |

## Palmarés

### Campeonatos nacionales
| Título                                     | Club                    | País                   | Año  |
| ------------------------------------------ | ----------------------- | ---------------------- | ---- |
| Liga Árabe del Golfo                       | Shabab Al-Ahli Dubai FC | Emiratos Árabes Unidos | 2009 |
| Liga Árabe del Golfo                       | Shabab Al-Ahli Dubai FC | Emiratos Árabes Unidos | 2014 |
| Liga Árabe del Golfo                       | Shabab Al-Ahli Dubai FC | Emiratos Árabes Unidos | 2016 |
| Supercopa de los Emiratos Árabes Unidos    | Shabab Al-Ahli Dubai FC | Emiratos Árabes Unidos | 2008 |
| Supercopa de los Emiratos Árabes Unidos    | Shabab Al-Ahli Dubai FC | Emiratos Árabes Unidos | 2013 |
| Supercopa de los Emiratos Árabes Unidos    | Shabab Al-Ahli Dubai FC | Emiratos Árabes Unidos | 2014 |
| Supercopa de los Emiratos Árabes Unidos    | Shabab Al-Ahli Dubai FC | Emiratos Árabes Unidos | 2016 |
| Copa Presidente de Emiratos Árabes Unidos  | Shabab Al-Ahli Dubai FC | Emiratos Árabes Unidos | 2008 |
| Copa Presidente de Emiratos Árabes Unidos  | Shabab Al-Ahli Dubai FC | Emiratos Árabes Unidos | 2014 |
| Copa de Liga de los Emiratos Árabes Unidos | Shabab Al-Ahli Dubai FC | Emiratos Árabes Unidos | 2012 |
| Copa de Liga de los Emiratos Árabes Unidos | Shabab Al-Ahli Dubai FC | Emiratos Árabes Unidos | 2014 |
| Copa de Liga de los Emiratos Árabes Unidos | Shabab Al-Ahli Dubai FC | Emiratos Árabes Unidos | 2017 |

### Campeonatos internacionales
| Título                     | Club                                          | País                   | Año  |
| -------------------------- | --------------------------------------------- | ---------------------- | ---- |
| Copa de Naciones del Golfo | Selección de fútbol de Emiratos Árabes Unidos | Emiratos Árabes Unidos | 2013 |